# Мировая бейсбольная классика 2009
Мировая бейсбольная классика 2009 (англ. 2009 World Baseball Classic) — второй розыгрыш международного турнира для сборных команд с участием игроков Главной лиги бейсбола. Соревнования проходили под эгидой ИБАФ при поддержке МЛБ и профсоюза игроков, корейской и японской лиг. Игры состоялись с 5 по 23 марта 2009 года на стадионах в Японии, США, Канаде, Мексике и Пуэрто-Рико.
В турнире приняло участие шестнадцать команд. Победителем второй раз подряд стала сборная Японии, в финале обыгравшая команду Республики Корея со счётом 5:3. Лучшим игроком турнира был признан питчер японской команды Дайсукэ Мацудзака, для него этот титул также стал вторым подряд.

## Формат турнира и изменения в правилах
На первом этапе шестнадцать команд были разбиты на четыре группы. В отличие от предыдущего розыгрыша матчи раунда проходили не по круговой системе, а по системе с выбыванием после двух поражений. Это решение было принято в ответ на критику правил определения положения команд в таблице в зависимости от дополнительных показателей в 2006 году. По этой же схеме были сыграны матчи полуфинального раунда.
На турнире действовало правило, по которому тринадцатый иннинг атакующие команды начинали с раннерами на первой и второй базах. По сравнению с предыдущим розыгрышем был увеличен лимит на число подач: в первом раунде с 65 до 70, во втором — с 80 до 85, в финальном — с 95 до 100. Питчеры, сделавшие не менее 30 подач в полуфинале турнира не допускались к выходу на поле в финале. Была задействована система видеоповторов. В целях безопасности все тренеры на базах должны были находиться в шлемах. Также от команд требовалось называть своего вероятного стартового питчера за день до игры.  

## Участники турнира
В турнире приняли участие те же шестнадцать сборных, что и в соревнованиях 2006 года. Отборочный турнир не проводился. 
| Группа А         |
| ---------------- |
| Китай            |
| Тайвань          |
| Япония           |
| Республика Корея |

| Группа В  |
| --------- |
| Австралия |
| Куба      |
| Мексика   |
| ЮАР       |

| Группа С  |
| --------- |
| Канада    |
| Италия    |
| США       |
| Венесуэла |

| Группа D                 |
| ------------------------ |
| Доминиканская Республика |
| Нидерланды               |
| Панама                   |
| Пуэрто-Рико              |

## Города и стадионы
Игры турнира состоялись на семи стадионах в пяти странах — Канаде, США, Пуэрто-Рико, Японии и Мексике. Они были объявлены в марте 2008 года. Матч открытия принял «Токио Доум» в столице Японии, финальная игра состоялась на «Доджер-стэдиум» в Лос-Анджелесе.
| Город          | Стадион              | Вместимость | Стадии турнира     |
| -------------- | -------------------- | ----------- | ------------------ |
| Токио          | Токио Доум           | 42 000      | первый раунд       |
| Мехико         | Форо Соль            | 26 000      | первый раунд       |
| Торонто        | Роджерс Центр        | 49 539      | первый раунд       |
| Сан-Хуан       | Эстадио Хирам Биторн | 18 264      | первый раунд       |
| Сан-Диего      | Петко-парк           | 42 685      | второй раунд       |
| Майами-Гарденс | Долфин-стэдиум       | 38 560      | второй раунд       |
| Лос-Анджелес   | Доджер-стэдиум       | 56 000      | полуфиналы и финал |

## Составы команды
Предварительные заявки команд включали в себя до сорока пяти игроков и были представлены в январе 2009 года. Окончальные составы сборных были объявлены к 24 февраля 2009. В заявку команды входило 28 игроков, среди которых должно было быть минимум тринадцать питчеров и два кэтчера.
Чтобы представлять национальную сборную, бейсболист должен был соответствовать одному из условий:
- быть гражданином страны либо иметь право на получение гражданства (в этом случае игрок включался в состав по решению организаторов);
- постоянно проживать в стране или на территории, которую он представляет;
- игрок родился в стране или на территории, которую он представляет;
- один из родителей игрока является гражданином страны, которую он представляет;
- один из родителей игрока родился в стране или на территории, которую он представляет.

## Результаты

### Первый раунд

#### Группа A
| Дата    | Стадион    | Команды                    | Счёт     | Победивший питчер | Проигравший питчер | Сейв           | Время матча | Зрители | Ссылка |
| ------- | ---------- | -------------------------- | -------- | ----------------- | ------------------ | -------------- | ----------- | ------- | ------ |
| 5 марта | Токио Доум | Китай — Япония             | 0:4      | Дарвиш (1-0)      | Ли Чэньхао (0-1)   | —              | 2:55        | 43 428  | [ 5 ]  |
| 6 марта | Токио Доум | Тайвань — Республика Корея | 0:9      | Рю Хёнджин (1-0)  | Ли Чжэньчжан (0-1) | —              | 2:48        | 12 704  | [ 6 ]  |
| 7 марта | Токио Доум | Китай — Тайвань            | 4:1      | Лю Цзянъан (1-0)  | Линь Юэпин (0-1)   | Чэнь Кун (1)   | 2:51        | 12 890  | [ 7 ]  |
| 7 марта | Токио Доум | Япония — Республика Корея  | 14:2 (7) | Мацудзака (1-0)   | Ким Кванхён (0-1)  | —              | 2:48        | 45 640  | [ 8 ]  |
| 8 марта | Токио Доум | Китай — Республика Корея   | 0:14 (7) | Юн Сукмин (1-0)   | Сун Гоцян (0-1)    | —              | 2:13        | 12 571  | [ 9 ]  |
| 9 марта | Токио Доум | Республика Корея — Япония  | 1:0      | Бон Чжункын (1-0) | Ивакума (0-1)      | Лим Чанъён (1) | 3:02        | 42 879  | [ 10 ] |

#### Группа B
| Дата     | Стадион   | Команды             | Счёт     | Победивший питчер | Проигравший питчер | Сейв | Время матча | Зрители | Ссылка |
| -------- | --------- | ------------------- | -------- | ----------------- | ------------------ | ---- | ----------- | ------- | ------ |
| 8 марта  | Форо Соль | ЮАР — Куба          | 1:8      | Вера (1-0)        | Армитидж (0-1)     | —    | 2:37        | 11 270  | [ 11 ] |
| 8 марта  | Форо Соль | Австралия — Мексика | 17:7 (8) | Мосс (1-0)        | Ринкон (0-1)       | —    | 3:43        | 20 821  | [ 12 ] |
| 9 марта  | Форо Соль | Мексика — ЮАР       | 14:3     | Дессенс (1-0)     | Эрасмус (0-1)      | —    | 3:33        | 10 321  | [ 13 ] |
| 10 марта | Форо Соль | Куба — Австралия    | 5:4      | Хименес (1-0)     | Томпсон (0-1)      | —    | 3:29        | 13 396  | [ 14 ] |
| 11 марта | Форо Соль | Мексика — Австралия | 16:1 (6) | Кампильо (1-0)    | Уэлч (0-1)         | —    | 2:31        | 16 718  | [ 15 ] |
| 12 марта | Форо Соль | Мексика — Куба      | 4:16 (7) | Гонсалес (1-0)    | Рейес (0-1)        | —    | н/д         | 20 148  |        |

#### Группа C
| Дата     | Стадион       | Команды            | Счёт | Победивший питчер | Проигравший питчер | Сейв         | Время матча | Зрители | Ссылка |
| -------- | ------------- | ------------------ | ---- | ----------------- | ------------------ | ------------ | ----------- | ------- | ------ |
| 7 марта  | Роджерс Центр | Канада — США       | 5:6  | Хокинс (1-0)      | Джонсон (0-1)      | Пуц (1)      | 2:55        | 42 314  | [ 16 ] |
| 7 марта  | Роджерс Центр | Италия — Венесуэла | 0:7  | Эрнандес (1-0)    | Грилли (0-1)       | —            | 3:00        | 13 272  | [ 17 ] |
| 8 марта  | Роджерс Центр | США — Венесуэла    | 15:6 | Линдстром (1-0)   | Самбрано (0-1)     | —            | 3:39        | 13 094  | [ 18 ] |
| 9 марта  | Роджерс Центр | Италия — Канада    | 6:2  | Серафини (1-0)    | Перкинс (0-1)      | Грилли (1)   | 3:36        | 12 411  | [ 19 ] |
| 10 марта | Роджерс Центр | Италия — Венесуэла | 1:10 | Гонсалес (1-0)    | да Силва (0-1)     | —            | 3:04        | 10 450  | [ 20 ] |
| 11 марта | Роджерс Центр | Венесуэла — США    | 5:3  | Гранадо (1-0)     | Гатри (0-1)        | Родригес (1) | 3:08        | 12 358  | [ 21 ] |

#### Группа D
| Дата     | Стадион              | Команды                               | Счёт     | Победивший питчер | Проигравший питчер | Сейв        | Время матча | Зрители | Ссылка |
| -------- | -------------------- | ------------------------------------- | -------- | ----------------- | ------------------ | ----------- | ----------- | ------- | ------ |
| 7 марта  | Эстадио Хирам Биторн | Нидерланды — Доминиканская Республика | 3:2      | Понсон (1-0)      | Волькес (0-1)      | Бойд (1)    | 3:01        | 9 335   | [ 22 ] |
| 7 марта  | Эстадио Хирам Биторн | Панама — Пуэрто-Рико                  | 0:7      | Васкес (1-0)      | Чен (0-1)          | —           | 2:57        | 17 348  | [ 23 ] |
| 8 марта  | Эстадио Хирам Биторн | Панама — Доминиканская Республика     | 0:9      | Куэто (1-0)       | Мендоса (0-1)      | —           | 2:46        | 9 221   | [ 24 ] |
| 9 марта  | Эстадио Хирам Биторн | Нидерланды — Пуэрто-Рико              | 1:3      | Ромеро (1-0)      | Нёман (0-1)        | Кабрера (1) | 3:11        | 19 479  | [ 25 ] |
| 10 марта | Эстадио Хирам Биторн | Доминиканская Республика — Нидерланды | 1:2 (11) | Бойд (1-0)        | Мармоль (0-1)      | —           | 3:38        | 11 814  | [ 26 ] |
| 11 марта | Эстадио Хирам Биторн | Нидерланды — Пуэрто-Рико              | 0:5      | Санчес (1-0)      | Валсма (0-1)       | —           | 2:55        | 19 501  | [ 27 ] |

### Второй раунд

#### Группа 1
| Дата     | Стадион    | Команды                    | Счёт | Победивший питчер | Проигравший питчер | Сейв           | Время матча | Зрители | Ссылка |
| -------- | ---------- | -------------------------- | ---- | ----------------- | ------------------ | -------------- | ----------- | ------- | ------ |
| 15 марта | Петко-парк | Япония — Куба              | 6:0  | Мацудзака (1-0)   | Чапман (0-1)       | —              | 3:33        | 20 179  | [ 28 ] |
| 15 марта | Петко-парк | Мексика — Республика Корея | 2:8  | Чжон Хёнвук (1-0) | Перес (0-1)        | —              | 3:43        | 22 337  | [ 29 ] |
| 16 марта | Петко-парк | Куба — Мексика             | 7:4  | Вера (1-0)        | Кампильо (0-1)     | Ласо (1)       | 3:09        | 9 329   | [ 30 ] |
| 17 марта | Петко-парк | Япония — Республика Корея  | 1:4  | Бон Чжункын (1-0) | Дарвиш (0-1)       | Лим Чанъён (1) | 3:21        | 15 332  | [ 31 ] |
| 18 марта | Петко-Парк | Япония — Куба              | 5:0  | Ивакума (1-0)     | Майя (0-1)         | Сугиути (1)    | 3:26        | 9 774   | [ 32 ] |
| 19 марта | Петко-парк | Япония — Республика Корея  | 6:2  | Вакуи (1-0)       | О Сёнхван (0-1)    | —              | 3:42        | 14 832  | [ 33 ] |

#### Группа 2
| Дата     | Стадион        | Команды                 | Счёт     | Победивший питчер | Проигравший питчер | Сейв         | Время матча | Зрители | Ссылка |
| -------- | -------------- | ----------------------- | -------- | ----------------- | ------------------ | ------------ | ----------- | ------- | ------ |
| 14 марта | Долфин-стэдиум | Нидерланды — Венесуэла  | 1:3      | Сильва (1-0)      | Понсон (0-1)       | Родригес (1) | 2:22        | 17 345  | [ 34 ] |
| 14 марта | Долфин-стэдиум | США — Пуэрто-Рико       | 1:11 (7) | Васкес (1-0)      | Пиви (0-1)         | —            | 2:15        | 30 595  | [ 35 ] |
| 15 марта | Долфин-стэдиум | Нидерланды — США        | 3:9      | Освальт (1-0)     | ван ден Хюрк (0-1) | —            | 3:14        | 11 059  | [ 36 ] |
| 16 марта | Долфин-стэдиум | Венесуэла — Пуэрто-Рико | 2:0      | Эрнандес (1-0)    | Снелл (0-1)        | Родригес (2) | 3:23        | 25 599  | [ 37 ] |
| 17 марта | Долфин-стэдиум | Пуэрто-Рико — США       | 5:6      | Брокстон (1-0)    | Ромеро (0-1)       | —            | 3:54        | 13 224  | [ 38 ] |
| 18 марта | Долфин-стэдиум | США — Венесуэла         | 6:10     | Галаррага (1-0)   | Гатри (0-1)        | —            | 3:32        | 16 575  | [ 39 ] |

### Финальный этап

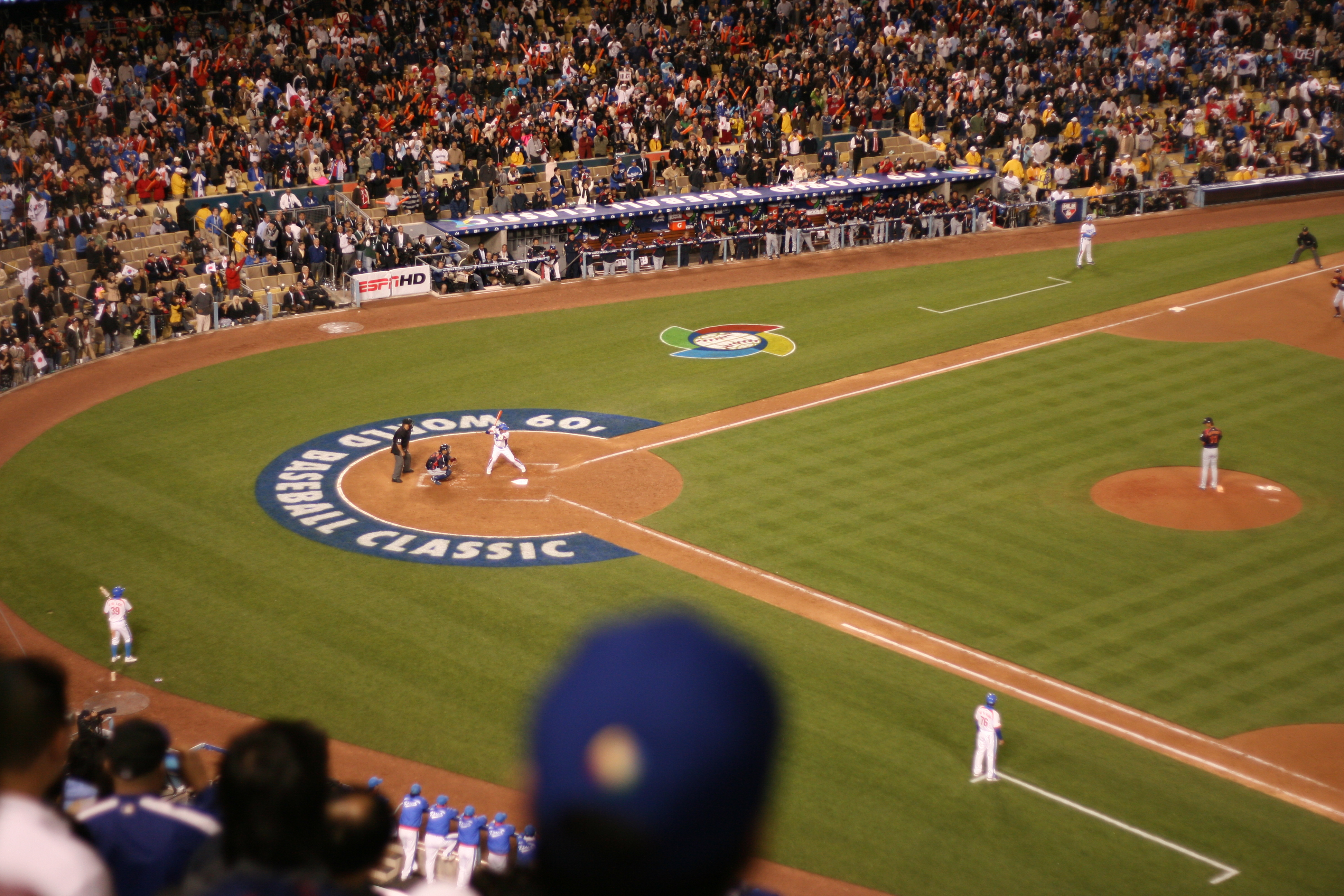
Эпизод финального матча турнира.

|  | Полуфиналы       | Полуфиналы       | Полуфиналы       | Полуфиналы       | Полуфиналы       | Полуфиналы       | Полуфиналы       | Полуфиналы       | Полуфиналы       | Полуфиналы |                  |                  | Финал            | Финал            | Финал            | Финал            | Финал            | Финал            | Финал            | Финал  | Финал  | Финал |
|  |                  |                  |                  |                  |                  |                  |                  |                  |                  |            |                  |                  |                  |                  |                  |                  |                  |                  |                  |        |        |       |
|  | Республика Корея | Республика Корея | Республика Корея | Республика Корея | Республика Корея | Республика Корея | Республика Корея | Республика Корея | Республика Корея | 10         |                  |                  |                  |                  |                  |                  |                  |                  |                  |        |        |       |
|  | Республика Корея | Республика Корея | Республика Корея | Республика Корея | Республика Корея | Республика Корея | Республика Корея | Республика Корея | Республика Корея | 10         |                  |                  |                  |                  |                  |                  |                  |                  |                  |        |        |       |
|  | Венесуэла        | Венесуэла        | Венесуэла        | Венесуэла        | Венесуэла        | Венесуэла        | Венесуэла        | Венесуэла        | Венесуэла        | 2          |                  |                  |                  |                  |                  |                  |                  |                  |                  |        |        |       |
|  |                  |                  |                  |                  |                  |                  |                  |                  |                  |            | Республика Корея | Республика Корея | Республика Корея | Республика Корея | Республика Корея | Республика Корея | Республика Корея | Республика Корея | Республика Корея | 3      |        |       |
|  |                  |                  |                  |                  |                  |                  |                  |                  |                  |            | Республика Корея | Республика Корея | Республика Корея | Республика Корея | Республика Корея | Республика Корея | Республика Корея | Республика Корея | Республика Корея | 3      |        |       |
|  |                  |                  |                  |                  |                  |                  |                  |                  |                  |            |                  |                  | Япония           | Япония           | Япония           | Япония           | Япония           | Япония           | Япония           | Япония | Япония | 5     |
|  | США              | США              | США              | США              | США              | США              | США              | США              | США              | 4          |                  |                  | Япония           | Япония           | Япония           | Япония           | Япония           | Япония           | Япония           | Япония | Япония | 5     |
|  | США              | США              | США              | США              | США              | США              | США              | США              | США              | 4          |                  |                  |                  |                  |                  |                  |                  |                  |                  |        |        |       |
|  | Япония           | Япония           | Япония           | Япония           | Япония           | Япония           | Япония           | Япония           | Япония           | 9          |                  |                  |                  |                  |                  |                  |                  |                  |                  |        |        |       |
|  | Япония           | Япония           | Япония           | Япония           | Япония           | Япония           | Япония           | Япония           | Япония           | 9          |                  |                  |                  |                  |                  |                  |                  |                  |                  |        |        |       |
|  |                  |                  |                  |                  |                  |                  |                  |                  |                  |            |                  |                  |                  |                  |                  |                  |                  |                  |                  |        |        |       |

#### Полуфиналы
| Дата     | Стадион        | Команды                      | Счёт | Победивший питчер | Проигравший питчер | Сейв | Время матча | Зрители | Ссылка |
| -------- | -------------- | ---------------------------- | ---- | ----------------- | ------------------ | ---- | ----------- | ------- | ------ |
| 21 марта | Доджер-стэдиум | Республика Корея — Венесуэла | 10:2 | Юн Сукмин (1-0)   | Сильва (0-1)       | —    | 3:22        | 43 378  | [ 40 ] |
| 22 марта | Доджер-стэдиум | США — Япония                 | 4:9  | Мацудзака (1-0)   | Освальт (0-1)      | —    | 3:15        | 43 630  | [ 41 ] |

#### Финал
| Дата     | Стадион        | Команды                   | Счёт | Победивший питчер | Проигравший питчер | Сейв | Время матча | Зрители | Ссылка |
| -------- | -------------- | ------------------------- | ---- | ----------------- | ------------------ | ---- | ----------- | ------- | ------ |
| 23 марта | Доджер-стэдиум | Япония — Республика Корея | 5:3  | Дарвиш (1-0)      | Лим Чанъён (0-1)   | —    | 4:00        | 54 846  | [ 42 ] |

## Сборная звёзд турнира
Самым ценным игроком турнира второй раз подряд был признан питчер сборной Японии Дайсукэ Мацудзака. В сборную звёзд были включены следующие игроки:
| Позиция | Игрок             |
| ------- | ----------------- |
| C       | Иван Родригес     |
| 1B      | Ким Дэкён         |
| 2B      | Хосе Лопес        |
| 3B      | Ли Бумхо          |
| SS      | Джимми Роллинз    |
| OF      | Норитика Аоки     |
| OF      | Фредерик Сепеда   |
| OF      | Йоэнис Сеспедес   |
| DH      | Ким Хёнсу         |
| P       | Бон Чжункын       |
| P       | Хисаси Ивакума    |
| P       | Дайсукэ Мацудзака |